# يوهان كريستوف كيلنر
يوهان كريستوف كيلنر (بالألمانية: Johann Christoph Kellner)‏ هو منظر موسيقى وملحن ألماني، ولد في 15 أغسطس 1736 في غريفنرودا ‏ في ألمانيا، وتوفي في 1803 في كاسل في ألمانيا.

## وصلات خارجية
- يوهان كريستوف كيلنر على موقع ميوزك برينز (الإنجليزية)
- يوهان كريستوف كيلنر على موقع أول ميوزيك (الإنجليزية)
- يوهان كريستوف كيلنر على موقع ديسكوغز (الإنجليزية)